# Bouleuse
Bouleuse – miejscowość i gmina we Francji, w regionie Grand Est, w departamencie Marna.
Według danych na rok 2009 gminę zamieszkiwało 169 osób, a gęstość zaludnienia wynosiła 41 osób/km².